# 곽준혁

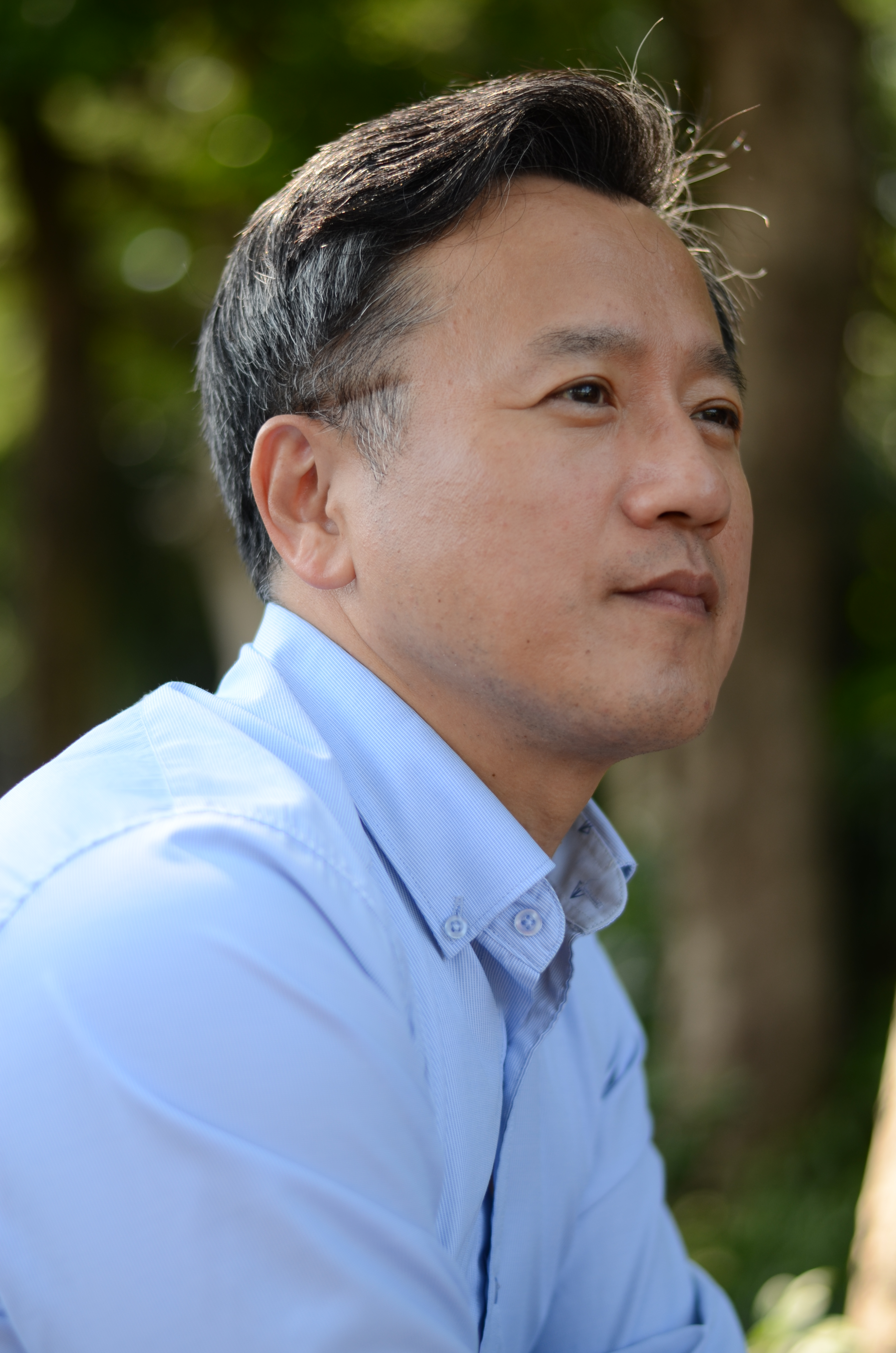

곽준혁은 숭실대학교 가치와 윤리연구소 공동소장이며, Routledge의 Political Theories in East Asian Context의 책임 편집자다. 미국 시카고대학에서 마키아벨리에 대한 연구로 정치학 박사학위를 받았으며, 고려대 정치외교학과 교수와 경북대 정치외교학과 교수, 그리고 이탈리아 볼로냐 대학 방문교수를 역임했다.

## 학력사항
- 시카고대학교 대학원 정치학 박사
- 시카고대학교 대학원 정치학 석사
- 고려대학교 대학원 정치학 석사
- 고려대학교 정치외교학 학사

## 연구분야
주요 연구분야는 소크라테스에서 마키아벨리에 이르는 고대중세정치사상과 르네상스 정치사상, 그리고 공화주의, 민족주의, 헌정주의, 민주적 리더십 등 고전 사상의 현대적 적용에 초점을 둔 정치이론들이다.

## 저서 및 논문
저서로 『경계와 편견을 넘어서: 우리시대 정치철학자들과의 대화』 (파주: 한길사, 2010), 편저로는 『아직도 민족주의인가』(파주: 한길사, 2012), 『근대성의 역설』(서울: 후마니타스, 2009), 역서로 『신공화주의』(서울: 나남, 2012), 『공화주의와 정치이론』(서울: 까치, 2009), 『선거는 민주적인가』 (서울: 후마니타스, 2004) 등이 있다.
주요 논문으로 "Coexistence without Principle: Reconsidering Multicultural Policies in Japan", "Domination through Subordination," "Nondomination and Contestability: Machiavelli contra Neo-Roman Republicanism," "키케로의 공화주의", "민주주의와 공화주의: 헌정체제의 두 가지 원칙" 등이 있다.